# Centre national de la marionnette
Le label Centre national de la marionnette (ou CNMa) est un label officiel français accordé à des institutions culturelles qui se consacrent à la marionnette et aux arts du spectacle associés.

## Histoire
Le label Centre national de la marionnette est créé par décret le 4 novembre 2021 qui apporte un 13e label officiel dans les domaines du spectacle vivant et des arts plastiques,.
Annoncé le 3 février 2017 par la ministre de la Culture et de la Communication Audrey Azoulay lors d'un déplacement à L'Institut international de la marionnette à Charleville-Mézières, le label est conforté dans sa création par le ministre de la Culture Franck Riester dans son discours du 23 janvier 2020 aux Biennales internationales du spectacle de Nantes,,. Par courrier du 10 février 2020, Franck Riester annonce un soutien financier dès l’année 2020 vers la labellisation Centre national de la marionnette à quatre scènes conventionnées d'intérêt national et à deux lieux-compagnies.
Ces six structures peuvent utiliser l'appellation " Centre national de la marionnette en préparation ".
Lors de son déplacement au Festival international de la marionnette à Charleville-Mézières le 25 septembre 2021, la ministre de la Culture Roselyne Bachelot-Narquin annonce la création du label avant la fin de l'année. 
A cette occasion, le ministère de la culture affirme que les sept lieux déjà reconnus " Centres nationaux de la marionnette en préparation " peuvent prétendre à leur labellisation dès 2022 et qu'une dizaine de structures sur l’ensemble du territoire français pourraient être labellisées à moyen terme,. 
Le 30 septembre 2022, la ministre de la Culture Rima Abdul Malak annonce la labellisation des six premiers Centres nationaux de la marionnette,.

## Missions
Les structures labellisées Centre national de la marionnette ont pour mission :
- le soutien à la création et à la production marionnettique ;
- la diffusion de spectacles de marionnette[11],[8].

## Avantage
La labellisation Centre national de la marionnette permet à la structure bénéficiaire d'obtenir une aide financière annuelle minimale de l'Etat 150 000 euros,,.

## Liste des structures labellisées Centre national de la marionnette
En 2024, la France compte 7 structures labellisées Centre national de la marionnette :
- Le Mouffetard (Paris, Île-de-France) ;
- L’Espace Jéliote (Oloron-Sainte-Marie, Nouvelle-Aquitaine) ;
- L'Hectare - Territoire vendômois (Vendôme, Centre-Val de Loire) ;
- Le Théâtre (Laval, Pays de la Loire) ;
- Le Sablier (Ifs & Dives-sur-Mer, Normandie) ;
- Le Théâtre à la Coque (Hennebont, Bretagne)
- Le Tas de Sable - Ches Panses Vertes (Rivery, Hauts-de-France)[15].